# コー・アドリアーンセ
コー・アドリアーンセ（Co Adriaanse, 1947年7月21日 - ）は、オランダ・アムステルダム出身の元サッカー選手、サッカー指導者。現役時代のポジションはディフェンダー。

## 所属クラブ

### 選手
- デ・フォレヴェイケルス（オランダ語版） 1964-1970
- FCユトレヒト 1970-1976

### 指導者
- PECズヴォレ 1984-1988
- ADOデン・ハーグ 1988-1992
- アヤックス・アムステルダム 1992-1997 (ユースディレクター)
- ヴィレムII 1997-2000
- アヤックス・アムステルダム 2000-2001
- AZアルクマール 2002-2005
- FCポルト 2005-2006
- FCメタルルフ・ドネツィク 2006-2007
- アル・サッド 2007-2008
- レッドブル・ザルツブルク 2008-2009
- U-23カタール代表 2010-2011
- FCトゥウェンテ 2011-2012

## 獲得タイトル

### 指導者として

#### クラブ
FCポルト
- プリメイラ・リーガ : 2005-06
- タッサ・デ・ポルトガル : 2005-06

レッドブル・ザルツブルク
- オーストリア・ブンデスリーガ : 2008-09

FCトゥウェンテ
- ヨハン・クライフ・スハール : 2011

#### 個人
- オランダ年間最優秀監督賞 : 2004
- ポルトガル年間最優秀監督 : 2006